# Kodeks Matyldy

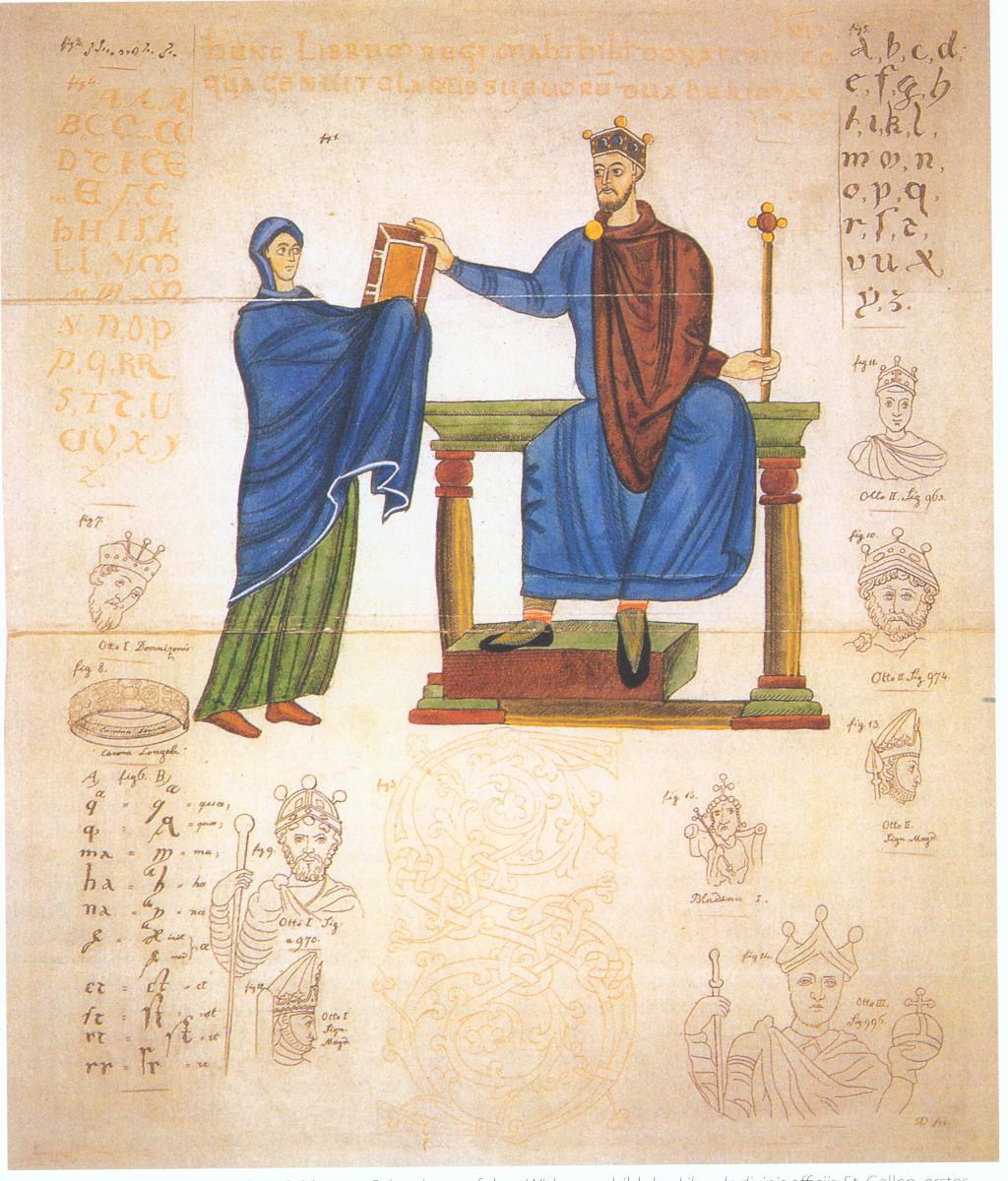
XIX-wieczny przerys miniatury przedstawiającej wręczenie Mieszkowi II kodeksu przez Matyldę (z: Philipp Anton Dethier, Epistola inedita Mathildis Suevae [...], 1842)

Kodeks Matyldy – średniowieczny pergaminowy kodeks zawierający łacińskie teksty, prezent księżnej lotaryńskiej Matyldy szwabskiej (żony księcia Lotaryngii Górnej Fryderyka II, córki Hermanna II, księcia Szwabii z bocznej linii dynastii Konradynów) dla króla polskiego Mieszka II Lamberta. Manuskrypt przechowywany jest jako depozyt miasta Düsseldorf w Universitätsbibliothek Düsseldorf (sygn. MS-C-91).

## Opis kodeksu
Kodeks został wykonany najprawdopodobniej w klasztorze benedyktynów w St. Gallen. Księga ma wymiary 21,5 na 16,5 cm i liczy 82 karty. Tekst zapisany jest minuskułą karolińską z domieszką majuskuły i uncjały. Skórzana oprawa pochodzi z XIX wieku.
Miejsce wykonania kodeksu nie jest znane. Zdaniem Jerzego Pietrusińskiego księga mogła pochodzić z Włoch ze skryptoriów związanych z klasztorem na Monte Cassino za rządów Teobalda (1022–1036), ewentualnie mogła być wykonana w Niemczech, ale przez skryptora pochodzącego z Włoch. Według Bogdana Bolzy kodeks mógł pochodzić z Francji, o czym ma świadczyć pisownia wyrazów łacińskich oraz wykorzystane źródła. Zdaniem Florentine Mütherich kodeks pochodzi z południowych Niemiec z ośrodka związanego z Trewirem (Reichenau lub St. Gallen). Zdaniem Brygidy Kürbis kodeks mógł powstać w Sankt-Gallen lub w opactwie w Einsiedeln, zaś autorem jedynego ozdobnego inicjału (S) w kodeksie mógł być Hartker z klasztoru w Sankt-Gallen. Kürbis stwierdziła także, że całość kodeksu powstała w wyniku jednego zamówienia i od razu była pomyślana jako dar dla Mieszka II.
Nie jest pewne, czy rękopis dotarł kiedykolwiek do Polski. Jeśli rękopis dotarł, to nie znajdował się jednak zbyt długo na jej terenie. Według Brygidy Kürbis mógł znaleźć się w Polsce w latach 1025–1028, natomiast Gerard Labuda wskazuje na lata 1025-1027). Manuskrypt mógł zostać wywieziony z Polski niedługo po śmierci Mieszka przez jego żonę Rychezę lub przez duchowieństwo uciekające w wyniku powstania ludowego w 1038.
W XVIII wieku rękopis znajdował się u cystersów w Neuzelle, a po kasacie tego klasztoru – w bibliotece przy kościele św. Jadwigi w Berlinie. Tam też Filip Antoni Dethier dokonał przerysu miniatury dedykacyjnej. Następnie przez pewien czas rękopis był uznawany za zaginiony. Po 1850 trafił do Królewskiej Biblioteki Krajowej w Düsseldorfie, gdzie otrzymał sygnaturę C 91, jednak był już pozbawiony karty z miniaturą. W bibliotece tej kodeks znajduje się do dzisiaj. W drugiej połowie XX wieku kodeks został ponownie rozpoznany dzięki Florentine Mütherich i Bernhardowi Bischoffowi.

## Zawartość kodeksu

### Sekwencja
Na pierwszych kartach kodeksu (f. 1v-2r) znalazła się łacińska sekwencja, rozpoczynająca się od słów Ad celebres rex cęlice.... Na lewym marginesie znalazł się zapis nutowy neumami – jest to najstarszy znany zapis melodii, jaki pojawił się w Polsce, przez co jest uważany za najstarszą pieśń liturgiczną, o której wiadomo, że wykonywano ją na terenie kraju.
Sekwencja zbudowana jest z 32 nieregularnych wersów. Tekst znany był od X wieku w całej ówczesnej Europie. Sekwencja była przeznaczona do wykonywania 29 września podczas obchodów święta Archanioła Michała. Stanowi modlitwę wychwalającą Chrystusa, opisuje dziewięć anielskich chórów oraz cnoty trzech archaniołów: Michała, Gabriela oraz Rafała. Treść sekwencji ma swoje źródło w dziele Pseudo-Dionizego Areopagity O hierarchii niebieskiej (VI wiek), przyswojonym w IX wieku dzięki przekładowi łacińskiemu oraz komentarzom Jana Szkota Eriugena.

### List dedykacyjny
List dedykacyjny, zwany Epistola Mathildis Suevae, rozpoczyna się od słów Domino M[isegoni] virtutis uvere cultori verissimo i zajmuje karty 2v-3r. Jest zbudowany zgodnie z konwencją epistola dedicatoria (gatunku ukształtowanego w okresie karolińskim), tj. składa się z trzech części: exordium, narratio i felicitatio.
Z treści listu wyłania się obraz idealnego króla, zbliżony do średniowiecznego wzoru via regia (odmiana zwierciadła). Według Matyldy Mieszko II był władcą światłym i wykształconym (miał znać łacinę i grekę), fundował chrześcijańskie świątynie, a jego łagodność w nawracaniu pogan na chrześcijaństwo została przeciwstawiona okrutnemu ojcu, Bolesławowi Chrobremu. Odznaczał się także takimi cnotami jak: sprawiedliwość, roztropność i męstwo. Na zakończenie listu Matylda zwróciła się do Boga o łaski dla króla, długie jego życie, zwycięstwa nad nieprzyjaciółmi etc.

### Miniatura i dedykacja
Na kolejnej karcie (f. 3v) znajdowała się miniatura przedstawiająca akt wręczenia prezentu Mieszkowi II. Karta ta jednakże zaginęła (została wycięta), a jej wygląd znany jest z późniejszych odrysowań. Nad miniaturą umieszczono dedykację napisaną heksametrem daktylicznym (leoninem) o następującym brzmieniu:
HUNC LIBRUM REGI MAHTHILT DONAT MISEGONI

QUAM GENUIT CLARUS SUEUORUM DUX HERIMANNUS

### Księga liturgiczna
Większą część kodeksu (f. 4r-82v) wypełnia księga liturgiczna Kościoła rzymskokatolickiego pt. Liber officiorum quem Romanum Ordinem appelant (także w skrócie: Liber officiorum albo Ordo Romanus). Jej autorstwo przypisywane było Pseudo-Alkuinowi, jednak według Teresy Michałowskiej był nim raczej Remigiusz z Auxerre. Część ta została podzielona na 34 rozdziały (tituli).